# Taiobeiras (kommun)
Taiobeiras är en kommun i Brasilien.   Den ligger i delstaten Minas Gerais, i den östra delen av landet, 600 km öster om huvudstaden Brasília. Antalet invånare är 30 894.
Följande samhällen finns i Taiobeiras:
- Taiobeiras

I omgivningarna runt Taiobeiras växer huvudsakligen savannskog. Runt Taiobeiras är det ganska glesbefolkat, med 24 invånare per kvadratkilometer.